# Siren, Wisconsin
Siren är administrativ huvudort i Burnett County i delstaten Wisconsin i USA. Ortnamnet kommer från det svenska ordet syren. Området bosattes av svenska invandrare på 1880-talet och de kallade orten Syren. Stavningen ändrades senare till Siren.  Enligt 2010 års folkräkning hade Siren 806 invånare.

## Kända personer från Siren
- Molly Engstrom, ishockeyspelare